# Remeți (okręg Marmarosz)
Remeți (ukr. Ремета, Remeta) – wieś w Rumunii, w okręgu Marmarosz, w gminie Remeți. W 2011 roku liczyła 2478 mieszkańców.